# Landstingsvalet på Åland 1922
I det första landstingsvalet på Åland den 8 maj 1922 röstade 6 616 av 14 047 röstberättigade ålänningar. De två listorna Ålands svenska valförbund 1 och 2 tog 29 platser av 30 möjliga. Det tredje valförbundet, Självständiga ålänningarna valförbund tog en plats.  

## Bakgrund
I efterdyningarna av inbördeskriget i Finland och på Åland i april 1918 bildade Ålandsrörelsen, uppbackade av Sveriges sjöminister Erik Palmstierna, ett Åländskt landsting. Det landstinget kallas det illegala landstinget, eftersom detta var emot Finlands önskan och blev därmed aldrig erkänt av dem. Det illegala landstingets medlemmar utsågs årligen av de åländska kommunerna, så det föregicks inte av något allmänt val.

Efter beslutet i Nationernas förbund sommaren 1921 beslöts att Åland skulle bli ett självstyrt område och i samband med detta skulle ålänningarna välja ett landsting. Den åländska självstyrelsen var helt emot vad Ålandsrörelsen med Julius Sundblom i spetsen önskade. De ville att Åland skulle återförenas till Sverige och reaktionen från chefredaktör Julius Sundblom i öns enda tidning Ålandstidningen i ledaren Dråpslaget  (se citatet) kom att bli tongivande för hur valdebatten skulle gestalta sig. 
Till dessa vår uppenbara rätt förtrampaude östsvenskar har - utom finska statstjänstemän och präster - sällat sig en handfull åländska män. Genom sin medverkan hava dessa bidragit till att fjättra det ursvenska Åland, deras egen fosterbygd, vid det nationalistiska och bolsjevikiska Finland. 
Vi missunna dem icke glädjen, och de kunna nu med en f. d. finsk senator utropa: ,man dör icke av folks förakt*. Må de jubla över finnarnas seger och känna sig nöjda! 'De ha varit ålänningar, men äro det icke längre.' De hava syndat mot det som heligt är, ty de hava motarbetat sin egen ursvenska befolknings återförening med moderlandet.
Nationernas Förbunds beslut att genomföra den åländska självstyrelsen var däremot helt i linje med vad Ålandskommittén och Johannes Holmberg hade arbetat för. De ville att Åland skulle vara självstyrt och fortsätta att höra till Finland. 

## Valupptakten
Rent tekniskt fungerade landstingsvalet på samma sätt som riksdagsvalet med 3-mannalistor och valförbund. Dock skilde det sig i vem och vilka som fick rösta i de åländska landstingsvalet. Röstningsålder vara samma som myndighetsåldern, 21 år, och därmed lägre gräns än i riksdagsvalen som hade 24 år, dessutom måste man ha varit mantalsskriven de två senaste åren på Åland för att få rösta.

### Listorna
På listorna kunde det vara maximalt tre personer. Den som stod överst på listan fick alla röster och den som var tvåa fick hälften och slutligen den som var längst ner fick en tredjedel av rösterna. En person kunde bara vara överst på en lista, men annars med på andra och tredje plats på hur många andra listor som helst. De som fanns med på flest listor var Ålandsrörelsens Julius Sundblom och hans medkandidat August Karlsson som stod på 9 listor var.

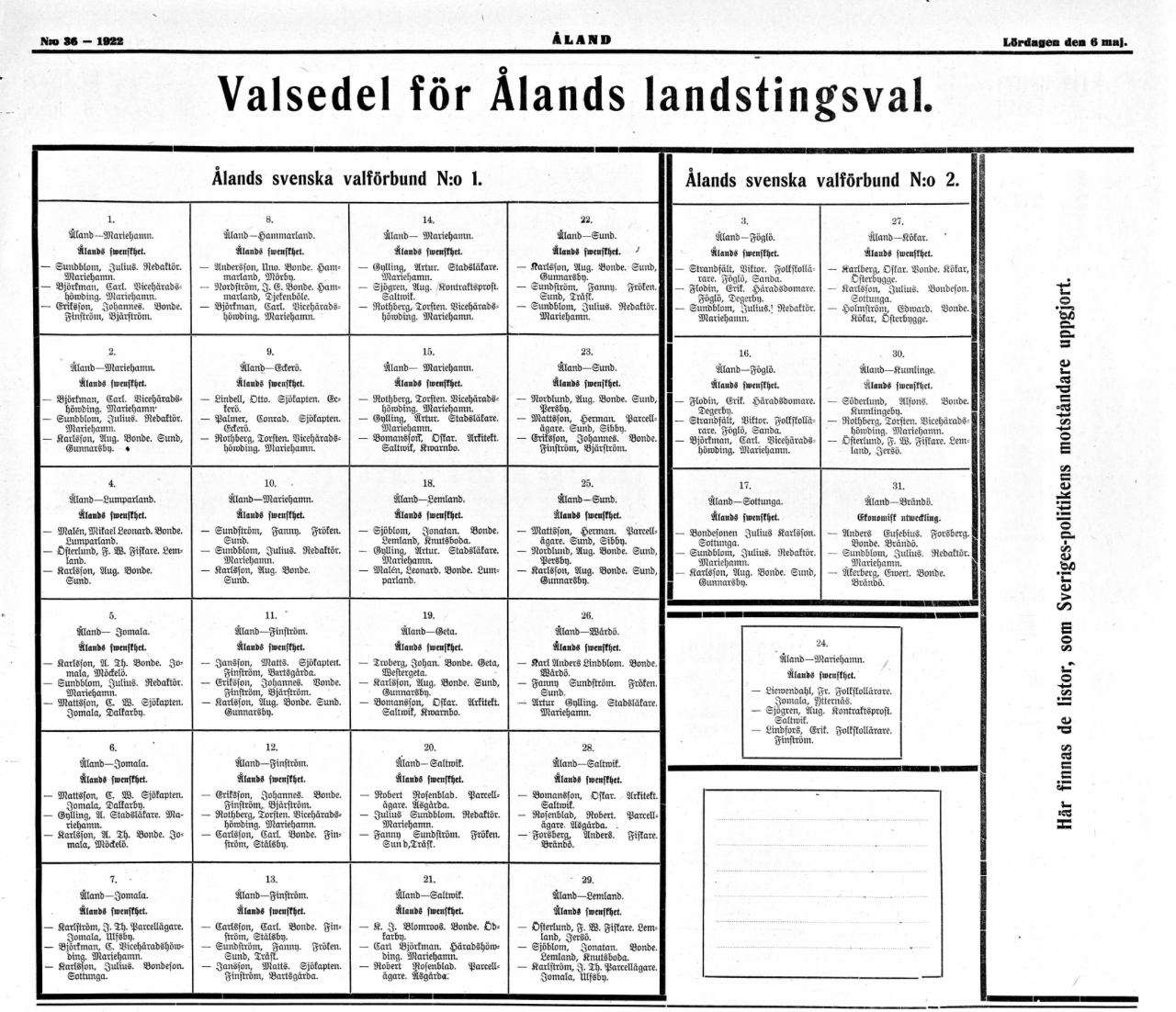
Ålandskommitténs valförbund fick inte ha sitt riktiga namn i öns enda tidning och i sista numret före valet valde tidningen att inte publicera namnen på motståndarnas listor.

### Valförbunden
Enligt reglementet fick det vara maximalt 30 listor i ett valförbund och Ålandsrörelsen hade 31 listor, så man blev tvungen att dela upp Ålandsrörelsens 38 kandidaters listor på två valförbund. Deras valförbund hette Ålands svenska valförbund 1 och Ålands svenska valförbund 2. Deras valmotto var Ålands svenskhet.
Ålandskommitténs hette Självständiga ålänningarna valförbund och hade 12 kandidater fördelade på 12 listor. De hade utmaningar att få kandidater att ställa upp på sina listor, eftersom det innebar att de fick utstå Ålandsrörelsens besvikelse att Åland inte blev svenskt. Det kan vara orsaken till att tre av kandidaterna hoppade av före valet, så i praktiken hade man bara 9 kandidater. 
I Ålandstidningen fick Ålandskommitténs valförbund inte heta Självständiga ålänningarna valförbund, utan tidningen döpte om dem till en negation till sitt eget valförbund "De som icke komma ingå i Ålands svenska valförbund". 

## Valfrågan
Ålandsrörelsen hade fördelen att de kunde bestämma agendan i det första åländska landstingsvalet i och med att de kontrollerade den enda tidningen på Åland. Valfrågan handlade inte om ifall det var rätt eller fel med åländsk självstyrelse, utan Julius Sundblom styrde det  till att handla om att antingen var man för svenska språket och kulturen eller så var man emot det.

I ledaren den 15 mars  skriver Sundblom 
"Denna krets sluter inom sig mer än 95 procent av Ålands befolkning, inom denna krets skola Ålandsfolkets förtroendemän väjts. De som icke varit med oss, ha varit emot oss, de ha ingen rätt att göra anspråk på vårt förtroende, när det gäller vårt politiska liv.
I en annan ledare av Julius Sundblom precis före valet den 6 maj , säger han 
... på valförbundet III får ingen åländsk blick ens snegla. Inom dess ram får ingen åländsk röst falla!
och 
Deras listor upptaga visserligen även namn, som tillhöra våra vänner och meningsfränder. Men namnen äro så placerade, att endast våra politiska motståndare hava utsikter att bliva valda. Med de separatistiska namnen avser man blott att locka dem, som tros vara politiskt efterblivna.

## Valresultatet
Resultatet blev 29 ledamöter för Ålandsrörelsen mot 1 ledamot för Ålandskommittén i landstingsvalet.
| Landstinget            | Röstetal | Kommun     | "Parti"         | Antal listor |
| Julius Sundblom        | 5 528,67 | Mariehamn  | Ålandsrörelsen  | 9            |
| Carl Björkman          | 2 707,06 | Mariehamn  | Ålandsrörelsen  | 6            |
| Johannes Eriksson      | 1 727,00 | Finström   | Ålandsrörelsen  |              |
| August Karlsson        | 1 382,17 | Sund       | Ålandsrörelsen  | 9            |
| Viktor Strandfält      | 1 043,00 | Föglö      | Ålandsrörelsen  |              |
| Arthur Gylling         | 1 036,20 | Mariehamn  | Ålandsrörelsen  | 5            |
| Torsten Rothberg       | 870,55   | Mariehamn  | Ålandsrörelsen  | 6            |
| Uno Andersson          | 864,50   | Hammarland | Ålandsrörelsen  |              |
| Anders Forsberg        | 680,10   | Brändö     | Ålandsrörelsen  |              |
| Jonatan Sjöblom        | 647,63   | Lemland    | Ålandsrörelsen  |              |
| Fanny Sundström        | 575,67   | Sund       | Ålandsrörelsen  | 5            |
| August Karlsson        | 518,00   | Jomala     | Ålandsrörelsen  |              |
| Otto Lindell           | 471,00   | Eckerö     | Ålandsrörelsen  |              |
| Robert Rosenblad       | 431,75   | Saltvik    | Ålandsrörelsen  |              |
| Julius Karlsson        | 400,49   | Sottunga   | Ålandsrörelsen  |              |
| Leonard Malen          | 398,54   | Lumparland | Ålandsrörelsen  |              |
| Johannes Holmberg      | 375,00   | Geta       | Ålandskommittén | 4            |
| Karl Lindblom          | 370,07   | Vårdö      | Ålandsrörelsen  |              |
| Oscar Bomansson        | 345,45   | Saltvik    | Ålandsrörelsen  |              |
| Carl Vilhelm Mattson   | 323,81   | Jomala     | Ålandsrörelsen  |              |
| Johan Emil Nordström   | 306,76   | Hammarland | Ålandsrörelsen  |              |
| Frans Viktor Österlund | 296,38   | Lemland    | Ålandsrörelsen  |              |
| Johannes Troberg       | 287,83   | Geta       | Ålandsrörelsen  |              |
| Johan Karlström        | 272,68   | Jomala     | Ålandsrörelsen  |              |
| Erik Flodin            | 260,76   | Föglö      | Ålandsrörelsen  |              |
| Carl Carlsson          | 259,05   | Finström   | Ålandsrörelsen  |              |
| Mathias Jansson        | 246,71   | Finström   | Ålandsrörelsen  |              |
| Conrad Palmer          | 235,50   | Eckerö     | Ålandsrörelsen  |              |
| Herman Mattsson        | 225,25   | Sund       | Ålandsrörelsen  |              |
| Karl-Johan Blomroos    | 215,88   | Saltvik    | Ålandsrörelsen  |              |